# Мухаммад аль-Махани
Абу́ Абдулла́х Муха́ммад ибн И́са аль-Маха́ни (араб. محمد المهاني‎; ?, Махан, ум. ок. 880) — математик и астроном Арабского халифата.

## Биография
Родился в Махане. Работал в «Доме мудрости» в Багдаде. В период с 853 по 866 произвёл ряд наблюдений солнечных и лунных затмений, использованных впоследствии Абу-л-Хасаном ибн Юнисом.
Ему принадлежит ряд комментариев к Евклиду, Архимеду и Менелаю, «Трактат об определении азимута киблы» и «Трактат о широтах светил».
Со ссылкой на Сабита ибн Курру аль-Махани сформулировал определение отношения двух величин, основанное на приложении к ним алгоритма Евклида. Решая задачу Архимеда о делении шара плоскостью на два сегмента, имеющие между собой заданное отношение, ал-Махани свёл её к уравнению {\displaystyle x^{3}+c^{2}b=cx^{2}}, которое более поздние авторы называли «уравнением ал-Махани».
Умер около 880 года.

## Сочинения
- «Трактат о трудном вопросе об отношении» (Рисаля фи ль-мушкиль мин амр ан-нисба) — комментарий к V книге «Начал» Евклида, критика определений Евклида отношения величин и пропорций;
- «Комментарии к 10 книге „Начал“ Евклида» (Тафсир аль-макаля аль-ашира мин китаб Уклидис) — ;
- «Книга о 26-м предложении первой книги Евклида, в котором нет ничего необходимого для противоречия»[4];
- «Комментарии к II книге сочинения Архимеда о шаре и цилиндре» — по свидетельству Хайяма, при решении задачи по рассечении шара плоскостью в данном отношении Мухаммад аль-Махани составил кубическое уравнение и попытался его решить;
- «Усовершенствование книги Менелая о сферических фигурах» (Ислях китаб Маналаус фи-ль-ашкаль аль-курийя);
- «Трактат об определении азимута для любого часа и в любой местности» (Макала фи марифа ас-самт ли айй саа арадта ва фи мауди арадта) — в трактате решается задача определения азимута киблы по склонению и высоте Солнца и широте города;
- «Трактат о широтах светил» (Рисала фи уруд аль-кавакиб)[5].